# Higurashi When They Cry
Higurashi When They Cry (Japans: ひぐらしのなく頃に, Higurashi no naku koro ni, Nederlands: Toen de cicada huilden) is een serie Japanse visuele romans, ontwikkeld en uitgegeven door 07th Expansion tussen 2002 en 2019. Het eerste deel verscheen in Japan op 10 augustus 2002 en wereldwijd kwam het uit op 15 december 2009.
De doelgroep is gericht op jonge volwassen mannen, of zogeheten seinen. Door het expliciete geweld heeft de serie een leeftijdsklasse van 18 jaar en ouder.
De eerste vier computerspellen heten gezamenlijk Higurashi no naku koro ni en vormen het eerste deel in de franchise met dezelfde naam, terwijl de andere vier spellen gezamenlijk Higurashi no naku koro ni: Kai heten en worden beschouwd als het tweede deel van de franchise. De serie wordt opgevolgd door Umineko When They Cry en Ciconia When They Cry.

## Verhaal
Het verhaal speelt zich af in het kleine dorpje Hinamizawa. Een jongen genaamd Keiichi Maebara verhuist in 1983 met zijn familie naar dit dorp en gaat naar de plaatselijke school. Er is maar een klas, waar kinderen van alle klassen les krijgen van slechts één leraar. Op school ontmoet hij zijn toekomstige vrienden Rena en Mion, die ongeveer even oud zijn als hij, en twee jongere, Satoko en Rika.
Keiichi hoort al snel van het jaarlijkse Watanagashi-festival van het dorp, een feest gewijd aan de plaatselijke godheid Oyashiro. Hinamizawa lijkt aanvankelijk kalm en vredig, maar kort voor het festival hoort Keiichi dat er al vier jaar op rij moorden en verdwijningen plaatsvinden op de dag van het festival. Deze reeks incidenten blijft onopgelost en is door de bijgelovige dorpelingen bekend geworden als de "Vloek van Oyashiro". Zij geloven dat Oyashiro elk jaar twee mensen straft voor het schaden van het dorp of voor het samenzweren ertegen.
In de meeste hoofdstukken van het computerspel probeert Keiichi of een van zijn vrienden de mysteries van Hinamizawa en de Oyashiro-vloek te onderzoeken, maar bezwijkt steeds door paranoia en moorddadige woede.
De spellen bevatten een herhalingslus met steeds een alternatieve realiteit. Het doel is om uiteindelijk een uitweg te vinden met de opgedane kennis.

## Uitgave

### Higurashi When They Cry
- Onikakushi: 10 augustus 2002 (Comiket 62)
- Watanagashi: 29 december 2002 (Comiket 63)
- Tatarigoroshi: 15 augustus 2003 (Comiket 64)
- Himatsubushi: 13 augustus 2004 (Comiket 66)

### Higurashi When They Cry Kai
- Meakashi: 30 december 2004 (Comiket 67)
- Tsumihoroboshi: 14 augustus 2005 (Comiket 68)
- Minagoroshi: 30 december 2005 (Comiket 69)
- Matsuribayashi: 13 augustus 2006 (Comiket 70)

### Spin-off
- Higurashi When They Cry Rei: 31 december 2006 (Comiket 71)

### Compilaties
- Higurashi no Naku Koro ni Hō: 17 augustus 2014 (Comiket 86)
- Higurashi no Naku Koro ni Hō+: 28 januari 2022

## Ontvangst
De spelserie werd positief ontvangen in recensies. In 2006 werd bekend dat er ruim 100.000 exemplaren waren verkocht in Japan. De serie groeide in populariteit vanwege het sterke verhaal, wat leidde tot enkele artikelen in grote speltijdschriften. Door deze groei waren er in 2007, een jaar later, inmiddels 500.000 exemplaren over de toonbank gegaan. Latere uitgaven voor nieuwe spelcomputers brachten het totale aantal begin 2019 op ruim 908.000 verkochte exemplaren.
Het Japanse tijdschrift Famitsu beoordeelde de serie met een score van 31/40 en APGNation gaf het een 8,5. Ten slotte werd door Hardcore Gamer een score gegeven van 4,5 van 5.
Van de serie verschenen uiteindelijk een mangareeks, een animeserie op televisie en een liveactionfilm.

## Trivia
- Higurashi, ook wel Tanna japonensis, zijn een geslacht van cicada die met name zijn verspreid in Japan.